# Breeze TV
Breeze TV é um canal de streaming de música da Nova Zelândia de propriedade da Warner Bros. Discovery.

## História
O canal foi lançado pela estação de rádio The Breeze em 16 de abril de 2020 em substituição do canal ThreeLife + 1 da MediaWorks. A Breeze TV foi lançada junto ao canal irmão The Edge TV, que substituiu a ThreeLife.
Em 1º de dezembro de 2020, a Discovery Inc. adquiriu a Breeze TV como parte de sua aquisição das operações de televisão da MediaWorks.
Em 21 de março de 2022, a Breeze TV tornou-se um canal de streaming exclusivamente online, ao lado do canal irmão The Edge TV.